# Општина Мовила Банулуј (Бузау)
Мовила Банулуј (рум. Movila Banului) општина је у Румунији у округу Бузау.
Oпштина се налази на надморској висини од 73 m.